# 大三輪長兵衛
大三輪 長兵衛（おおみわ ちょうべえ、1835年6月29日（天保6年6月4日） - 1908年（明治41年）1月31日）は、日本の政治家。衆議院議員（2期）。

## 経歴
筑前国表糟屋郡筥崎（のち、福岡県表糟屋郡箱崎村→糟屋郡箱崎町→福岡市、福岡市の政令指定都市施行により、現在の福岡市東区）に生まれる。 幼名、一貫。和学と漢学を学び、長崎に遊学する。一度帰郷した後、1855年（安政5年）大阪へ上り、北堀江の商家で働き、独立して締綿問屋を開き、巨額の利益を得て、蝦夷地の物産を扱う店を開く。北海道や馬関、九州に商売の手を広げる。明治維新後、通商司附北海道商社社長心得となる。自由民権運動に賛同し、奔走した。1879年（明治12年）手形交換所創立委員となり、交換所を大阪東区に開き、会頭となる。1884年（明治17年）第五十八国立銀行（のち、第百三十銀行→保善銀行→安田銀行→富士銀行、現・みずほ銀行）頭取となる。
政治面では大阪市西区会議員、同議長、大阪市会議員、同参事会員、同議長、大阪府会議員、同常置委員、同副議長、議長を務める。
1891年（明治24年）朝鮮国王・高宗に招きに応じ、通貨改革に力を尽くし、その功により国王から従二品嘉善大夫を贈られ、交換署会弁に就任。ほか鉄道院監督官、正二品資憲大夫蔘政検察大員にも就いた。
1898年（明治31年）3月の第5回衆議院議員総選挙において大阪府第1区から山下倶楽部公認で立候補して当選した。同年8月の第6回衆議院議員総選挙において再選。衆議院議員は2期務め、1902年（明治35年）の第7回衆議院議員総選挙には出馬しなかった。1907年（明治40年）12月19日、勲四等旭日小綬章を受章。墓所は大阪市営南霊園。

## 親族
- 大神一貞 - 祖父、神職。筥崎宮の権大宮司。
- 大神嘉納 - 父、神職。筥崎宮の権大宮司。
- 大三輪奈良太郎 - 長男、名古屋明治銀行頭取[8][9]。
- 葦津磯夫 - 弟、筥崎宮宮司[10]。一時、官幣大社香椎宮宮司も兼任[11]。福岡農学校校長[12]。
- 葦津耕次郎 - 弟の子、神道家[13]、筥崎宮宮司。鉱山業や社寺建築業を営む実業家、言論人[14]。
- 葦津珍彦 - 弟葦津磯夫の孫、神道研究家。
- 葦津泰国 - 葦津磯夫の長男、神社新報社元社長。